# Instituto Médico Howard Hughes
El Instituto Médico Howard Hughes (Howard Hughes Medical Institute - HHMI) es un instituto de investigación médica estadounidense sin ánimo de lucro, con sede en Chevy Chase, Maryland, y que fue fundado por el empresario aviador e ingeniero Howard Hughes en 1953. Es una de las más grandes organizaciones con financiación privada para la investigación biológica y médica en los Estados Unidos. HHMI gasta alrededor de 1 millón de dólares por investigador del HHMI por año, lo que equivale a la inversión anual en investigación biomédica de aproximadamente $ 825 millones. El instituto cuenta con una dotación de $ 18,2 mil millones de dólares, por lo que es la segunda organización filantrópica más rica en los Estados Unidos y la segunda Fundación de Investigación Médica mejor dotada en el mundo HHMI es el antiguo propietario de la Hughes Aircraft Company -. Una empresa aeroespacial estadounidense que se vendió a varias empresas con el tiempo.
Más de 160 investigadores del HHMI son miembros de la Academia Nacional de Ciencias, y el HHMI ha apoyado a 24 premios Nobel.
En 2014, el instituto creó una nueva ronda de su concurso de premios primarios, por un total de 150 millones de dólares en premios de 2015 a 2012. El instituto ampliará el campus de Ashburn en 2019.
En 2016, los fideicomisarios del HHMI seleccionaron a Erin K. O'Shea, anterior vicepresidenta y directora científica del instituto, como nueva presidenta del HHMI.
En 2022, el HHMI comenzó a exigir el acceso abierto inmediato a las publicaciones de sus investigaciones.